# Blaquier (Saladillo)
Juan José Blaquier  es una localidad de la Provincia de Buenos Aires, Argentina, perteneciente al partido de Saladillo.
Se encuentra 71 km al oeste de la ciudad de Saladillo.

## Historia
El poblado surgió en la década de 1920 con la llegada del Ferrocarril Provincial de Buenos Aires. Recién el 27 de febrero de 1963 se autoriza la fundación del pueblo con sus manzanas parceladas. Sin embargo el pueblo nunca llega a crecer, ya que el ramal ferroviario cierra en 1961, causando el éxodo de los pobladores hacia otros centros de población.

## Población
Durante el censo nacional del INDEC de 2010 fue considerada como población rural dispersa. Contaba con 12 habitantes (Indec, 2001) en el censo anterior.